# Finlay Pickering
Finlay Pickering (* 27. Januar 2003 in Cottingham) ist ein britischer Radrennfahrer.

## Sportlicher Werdegang
Als Junior wurde Pickering in der Saison 2021 Britischer Meister im Einzelzeitfahren. International machte er durch den zweiten Platz bei der Trofeo Buffoni und in der Gesamtwertung des Grand Prix Rüebliland auf sich aufmerksam. Mit dem Wechsel in die U23 wurde er 2022 Mitglied in der Equipe continentale Groupama-FDJ. Gleich in der ersten Saison erzielte er auf der dritten Etappe der Tour Alsace, bei der er die Bergankunft auf der Planche des Belles Filles gewann, seinen ersten Sieg auf der UCI Europe Tour und legte damit auch den Grundstein für den Gewinn der Gesamtwertung.
Bereits nach einer Saison kehrte Pickering in seine Heimat zurück und wurde Mitglied im britischen UCI Continental Team Trinity Racing. Darüber hinaus stand er unter Beobachtung vom Team Jumbo-Visma, das in ihm ein vielversprechendes Talent sieht und ihn im Januar 2023 auch schon in ein Winter-Trainingscamp eingeladen hatte. Zur Saison 2024 erhielt er jedoch einen Vertrag beim Team Bahrain Victorious.

## Erfolge
2021
- Britischer Meister – Einzelzeitfahren (Junioren)

2022
- Gesamtwertung, eine Etappe und Nachwuchswertung Tour Alsace

2023
- Bergwertung Alpes Isère Tour